# Regionaler Naturpark Alpillen
Der Regionale Naturpark Alpillen (französisch Parc naturel régional des Alpilles) befindet sich im französischen Département Bouches-du-Rhône in der Region Provence-Alpes-Côte d’ Azur. Das Kerngebiet dieses Naturparks umfasst die Bergkette der Alpillen sowie deren unmittelbare Umgebung. Der Park schützt somit die empfindliche, typisch mediterrane Flora und Fauna sowie das kulturelle Erbe des isoliert liegenden, voralpinen Kalksteinmassivs und der umgebenden landwirtschaftlich genutzten Küstenebene der Provence. Der Park liegt rund 15 Kilometer südlich von Avignon zwischen den Flüssen Rhône und Durance. Er grenzt im Nordosten an den Regionalen Naturpark Luberon und im Südwesten an den Regionalen Naturpark Camargue.
→ Hauptartikel Alpilles

## Gebiet des Parkes

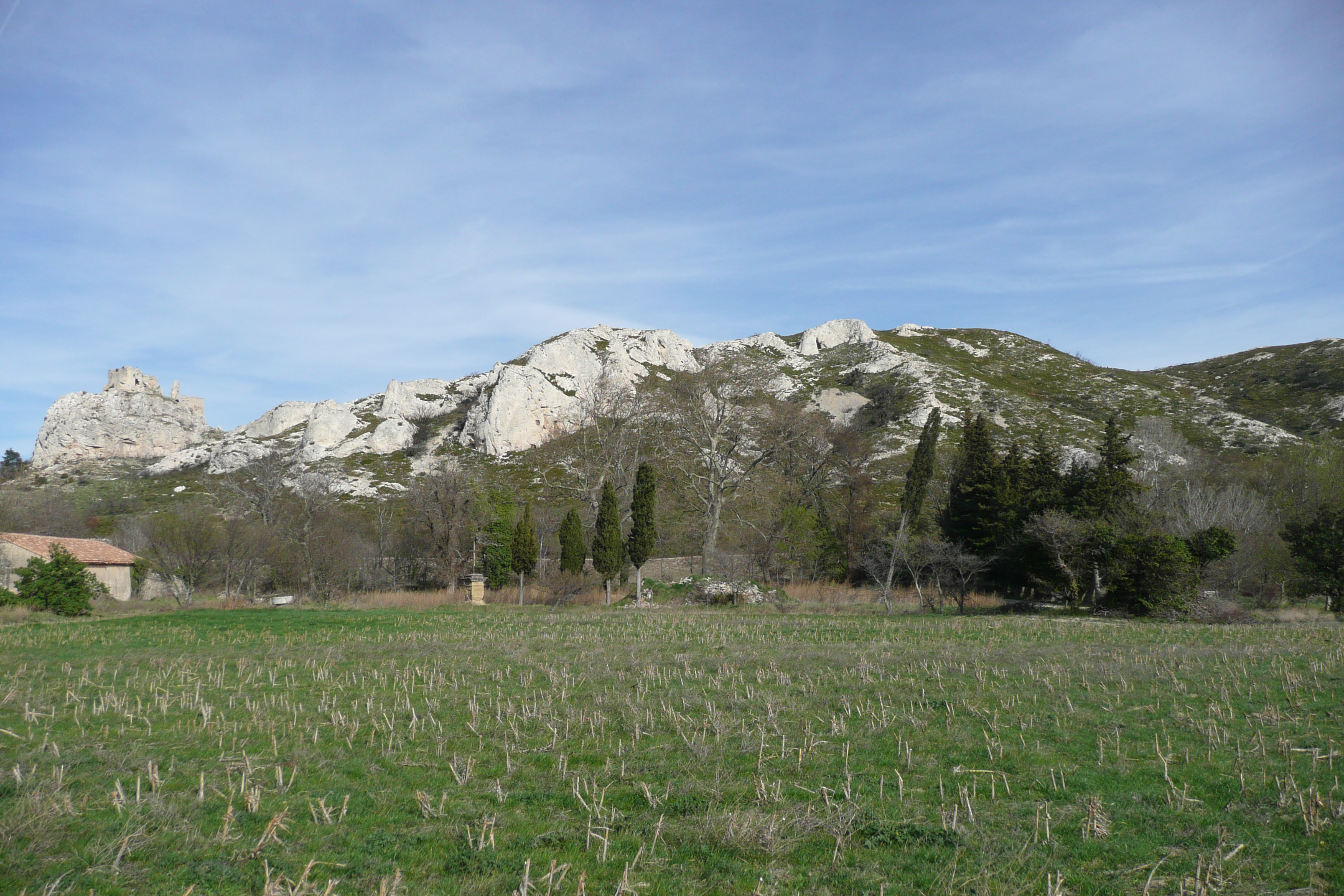
Die Alpillen bei Eyguières

Die Gründung des Naturparks erfolgte am 1. Februar 2007 und umfasst eine Fläche von 51.000 Hektar. Sechzehn Gemeinden mit etwa 46.900 Bewohnern sind in den Park integriert. Es sind dies die Gemeinden Aureille, Eygalières, Eyguières, Fontvieille, Lamanon, Les Baux-de-Provence, Mas-Blanc-des-Alpilles, Maussane-les-Alpilles, Mouriès, Orgon, Paradou, Saint-Étienne-du-Grès, Saint-Rémy-de-Provence und Sénas. Die beiden Gemeinden Saint-Martin-de-Crau und Tarascon sind flächenmäßig nicht Teil des Parkgebietes, aber als Zugangsstädte mit dem Park assoziiert.

## Verwaltung des Parks
Die Parkverwaltung hat ihren Sitz im Maison du Parc in Saint-Remy-de-Provence. Im Rahmen der Natura 2000 Gebiete und mit Fördermitteln des europäischen Programms LIFE+ rief der Naturpark Alpilles im Jahr 2023 das Projekt Life des Alpilles ins Leben. Der Park wurde hierzu mit 2,4 Mio. € ausgestattet, wobei 75 % von der Europäischen Union getragen wird und 25 % vom Département Bouches-du-Rhône, der Region Provence-Alpes-Côte d’ Azur, dem französischen Staat sowie dem Park selbst. Das Projekt Life des Alpilles hat die Erhaltung der Natürlichkeit der Landschaften zum Gegenstand. Um das Naturerbe zu bewahren bzw. wiederherzustellen soll auf alle Faktoren eingewirkt werden, die eine nachhaltige territoriale Entwicklung ermöglichen. Drei Maßnahmenblöcke wurden definiert :
- Optimierung der Verbindung zwischen menschlichen Aktivitäten und der Erhaltung der ornithologischen Biodiversität;
- Förderung der Akzeptanz der ökologischen Herausforderungen durch die lokalen Akteure;
- Stärkung der ornithologischen Anerkennung des Gebiets durch Aufwertung bestimmter Praktiken.

Die Maßnahmen sollen insbesondere dazu beitragen, die Population von 13 seltenen und geschützten Vogelarten im Natura-2000-Gebiet Alpilles zu erhalten und wiederherzustellen. Einige dieser Arten, wie der Habichtsadler oder der Schmutzgeier, gehören zu den seltensten und bedrohtesten Arten Frankreichs bzw. Europas.

## Geologie
Die Alpilles bilden die letzte Erhebung vor dem großen Rhônedelta. Sie steigen ohne Übergang abrupt aus den Ebenen der Rhône und der Durance zu einer Höhe von 200 bis 500 Metern auf. Die Bergkämme der Alpillen sind in der Kreidezeit durch Auffaltung aus dem Meer entstanden. Die weiteren Veränderungen bis zur heutigen Gestalt sind ein Ergebnis von Erosion durch Sonne, Wasser und Wind.

## Landschaft
Von dem gesamten Parkgebiet von 510 km² sind 42,5 % landwirtschaftliche Flächen, 48 % Naturräume und davon ca. 2⁄3 Wald sowie 9,5 % bebautes Gebiet. Zusätzlich wird das Gebiet von ungefähr 400 km Be- und Entwässerungskanälen durchzogen. Obwohl die Alpilles auf den Anhöhen karstig und trocken sind, speisen sie am Fuße der Berge liegende Quellen, in deren Nähe sich die Menschen bereits in frühen Epochen niedergelassen haben. Mehr als 200 Ausgrabungsstätten geben hiervon Zeugnis. 110 Denkmäler sind als historische Monumente eingetragen oder klassifiziert.

## Lebensraum für seltene Pflanzen und Tiere
Der Park bietet eine große Vielfalt natürlicher Bereiche, wo sich die Feuchtgebiete in den Niederungen auf relativ engem Raum mit den wenig besiedelten Trockengebieten in den Bergen, wo die Vegetation des Mediterranen Trockenrasens vorherrscht, mischen. Im Park werden vier interessante Lebensräume für einige seltene Tier- und Pflanzenarten unterschieden.

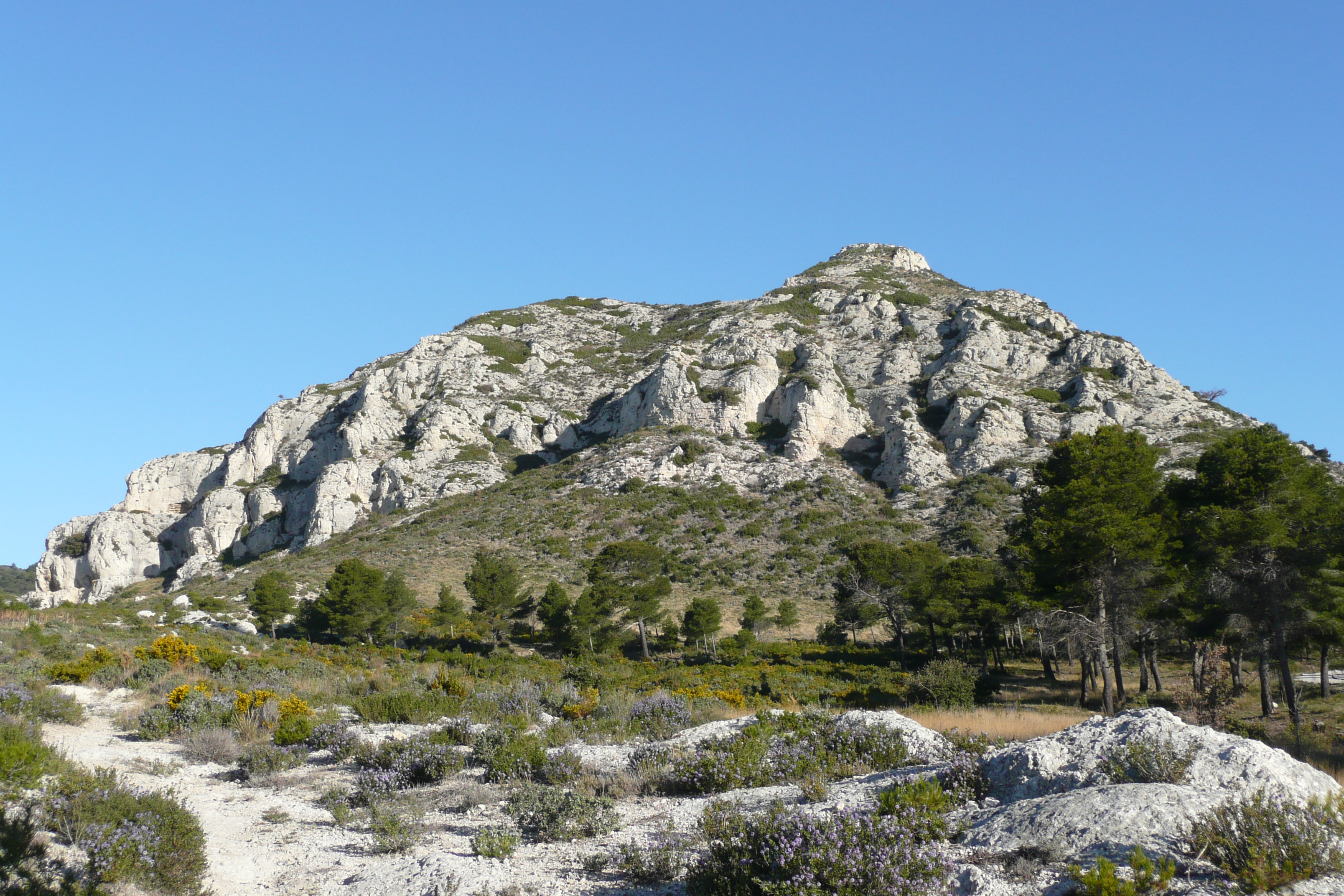
Felsenlandschaft und Garrigue bei Maussance-les-Alpilles

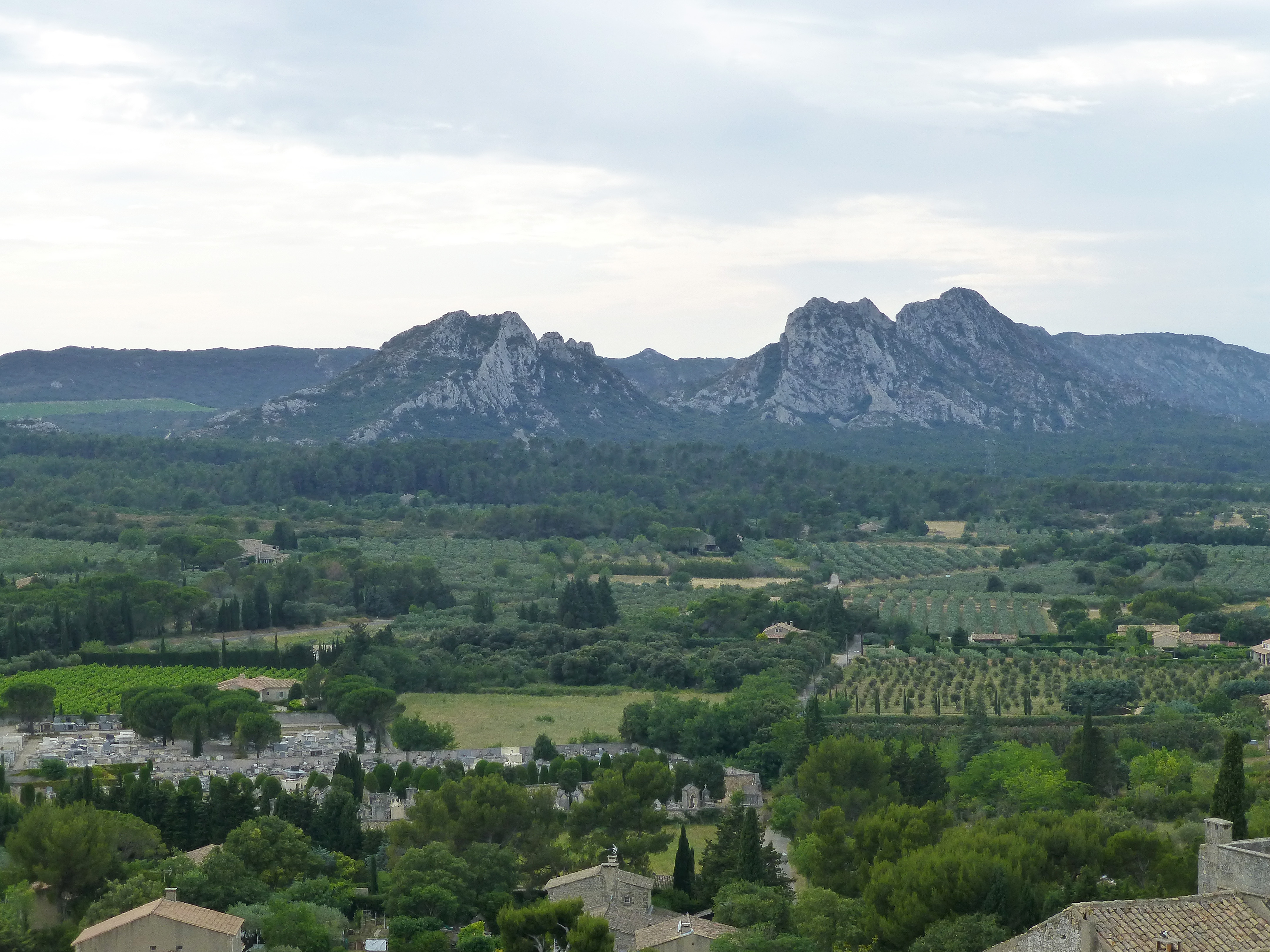
Eygalières mit Kiefernwälder im Hintergrund

Lage der Marais des Baux im Südwesten der Alpilles

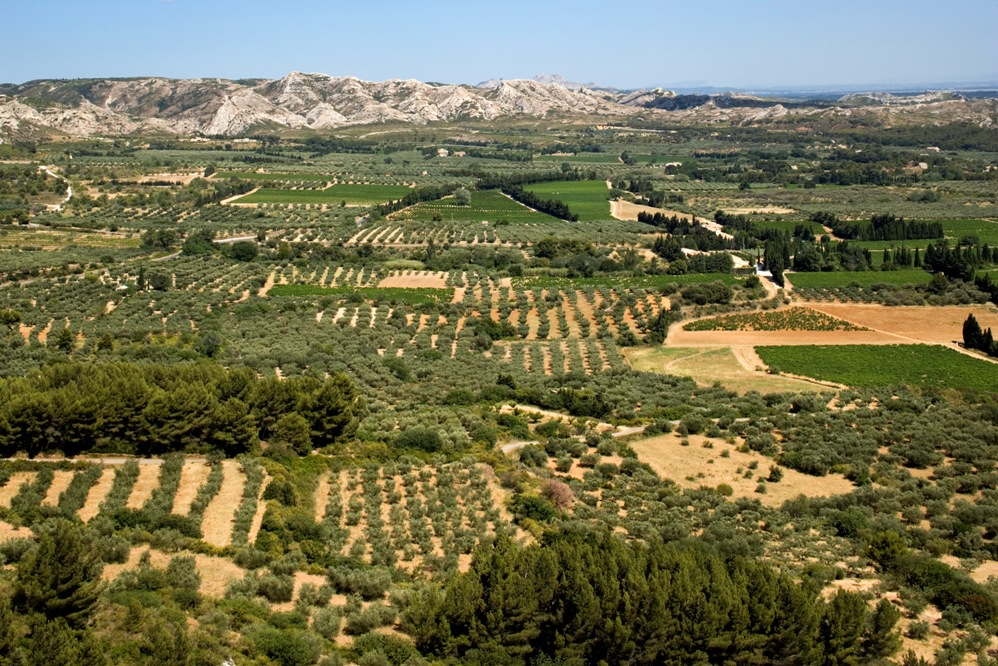
Kulturlandschaft mit Wein und Oliven bei Les-Baux-les-Alpilles

### Felslandschaften
Felsen und felsige Gegenden sind Lebensräume, die häufig Arten mit hohem Schutzwert beherbergen. Diese Lebensräume sind im Massiv der Alpilles zahlreich vertreten. Raubvögel die in Felsen brüten sind sehr störungsempfindlich. Wandern entlang der Felsgrate, Fahrradfahren, Gleitschirmfliegen und Klettern kann den Bruterfolg dieser Arten gefährden.

### Kiefernwälder und Steineichenwälder
Der Steineichenwald ist für den Park eine wichtige Vegetationsform. Sie zeichnet sich durch ganzjährig immergrünes Laub aus. Die Steineiche ist perfekt an Trockenheit und arme Böden angepasst und wächst vor allem an Südhängen. Waldhabitate verändern sich im Zuge menschlicher Aktivitäten. Sie sind Bränden, der Landwirtschaft und der Nutzung durch Menschen sowie der Urbanisierung ausgesetzt. Der gefährdete Schlangenadler nistet in Kiefernwäldern und ist empfindlich gegenüber Störungen durch Forstarbeiten oder Maschinen.

### Garrigue
Die Garrigue ist eine zurückgebildete Vegetation, die nach der Zerstörung der mediterranen Wälder auf kalkhaltigem Boden wächst. Der Lebensraum ist durch Strauchbewuchs gekennzeichnet. Eine Garrigue entwickelt sich, wenn sie weder beweidet noch abgebrannt wird. Dieser Lebensraum ist besonders anfällig für Waldbrände. Der Lebensraum Garrigue ist heute vom Aussterben bedroht da an seiner Stelle Kiefernwälder entstehen.

### Ehemalige Sümpfe von Baux
Der Marais des Baux ist eine natürliche Senke südlich der Gemeinden Fontvieille, Paradou, Maussane-les-Alpilles und Mouriès, dessen tieften Punkte ungefähr auf Meeresniveau liegen. In dieser Senke existierte auf einer Fläche von etwa 18,25 km² ein Sumpfgebiet mit See. Um 1791 wurden mit der Trockenlegung der Sümpfe begonnen. Um 1880 war die Trockenlegung abgeschlossen. Dieses Gebiet ist eng mit dem benachbarten Regionalen Naturpark Camargue verbunden und weist außergewöhnliche ökologische, landwirtschaftliche und landschaftliche Merkmale auf. Zu nennen sind Feuchtgebiete mit großer biologischer Bedeutung, Laichgebiete für Fische, Überschwemmungsgebiete der Rhône sowie reiche und vielfältige landwirtschaftliche Gebiete für Ackerbau, Viehzucht und Futteranbau. Das Gebiet ist ein wichtiger Sektor für die ökologische Vernetzung von Alpilles und Camargue. Am 28. Juli 2018 wurden der Marais des Baux, als Erweiterung des Nationalparks Camargue, in die Liste der UNESCO Naturerbe aufgenommen.

### Kulturlandschaft
Landwirtschaftliche Flächen sind ein grundlegendes Elemente des Parks. Ihre Präsenz begünstigt die Bildung offener Lebensräume, die zum Erhalt der Artenvielfalt beitragen. Olivenhaine, Weinberge, Getreidefelder und Gemüseanbaugebiete gehören zum Landschaftsbild. Bei intensiver Landwirtschaft auf großen Parzellen droht jedoch ein Rückgang der Nahrungsangebotes für die Tierwelt durch Pestizide und der Verlust der wichtigen Feldränder als Lebensraum.

## Tier- und Pflanzenwelt
Milde Winter, heiße und trockene Sommer, starker Wind und steinige Böden bilden die Rahmenbedingungen für außergewöhnliche und seltene Lebensräume.

### Fauna
In den Tälern des Naturparks leben Säugetiere wie Wildschweine, deren Population im Steigen ist, oder Hasen und Kaninchen, deren Population ist tendenziell rückläufig. Die Myxomatose-Epidemie von 1953 hatte deren Population einbrechen lassen. Seit Ende des 20. Jahrhunderts verursacht die Chinaseuche den Rückgang der Kaninchenpopulation.
In den Alpilles leben fast 250 Vogelarten, darunter 25 schützenswerte Arten. Die bekanntesten sind der Habischtadler, der Schmutzgeier, der Turmfalke sowie der Uhu. Die Felsen beherbergen gefährdete und drum geschützte Eidechsenarten. Das von zahlreichen Höhlen durchzogene Gebiet bildet ein Schlüsselstandort für die Fledermauspopulationen Südfrankreichs. Einige bedrohte und geschützte Arten erfordern besondere Schutzmaßnahmen:
- Vier Vogelarten: Habichtsadler (Aquila fasciata, früher Hieraaetus fasciatus), Schmutzgeier (Neophron percnopterus), Rötelfalke (Falco naumanni) und Uhu (Bubo bubo);
- Die Perleidechse (Timon lepidus), deren Verbreitung allgemein im Rückgang ist, steht unter internationalem Schutz;
- Die Messerfuß-Kröte (Pelobates cultripes) ist auch im Park selten und ist ebenfalls international geschützt;
- Der Langflügelfledermaus (Miniopterus schreibersii) lebt sehr lokal im Massive, wo der ehemalige Steinbruch von Glanum mit 15 % der nationalen Bestände zu den drei wichtigsten französischen Überwinterungsgebieten gehört.

Beispiele für geschützte Tierarten im Park
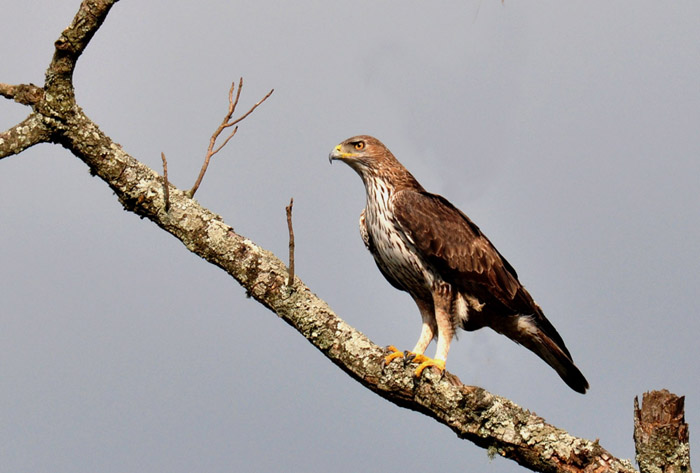
Habichtadler
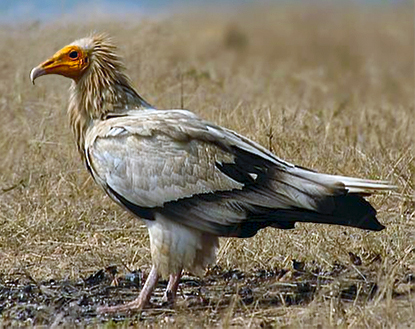
Schmutzgeier
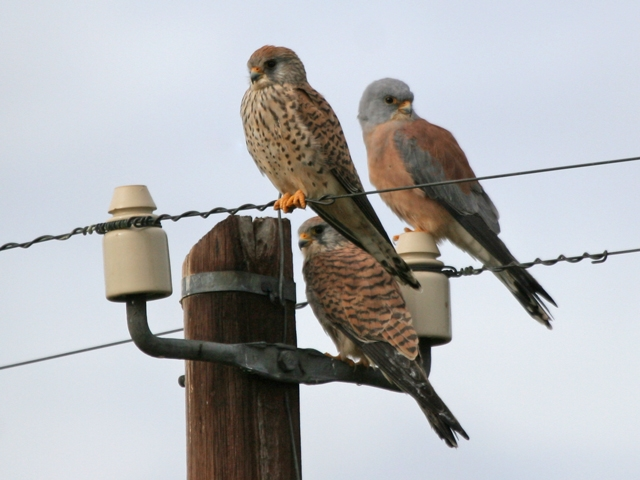
Rötelfalke
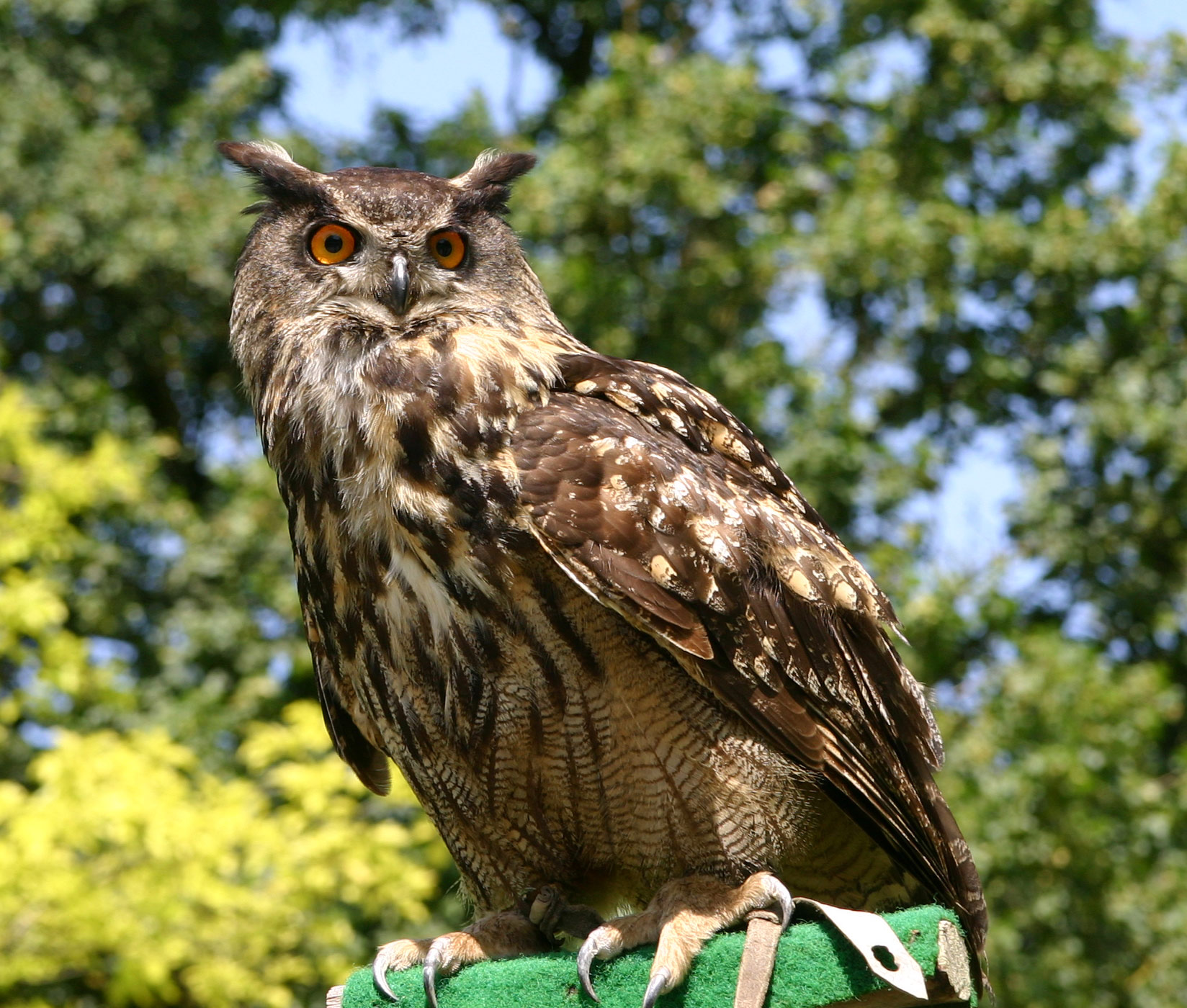
Uhu
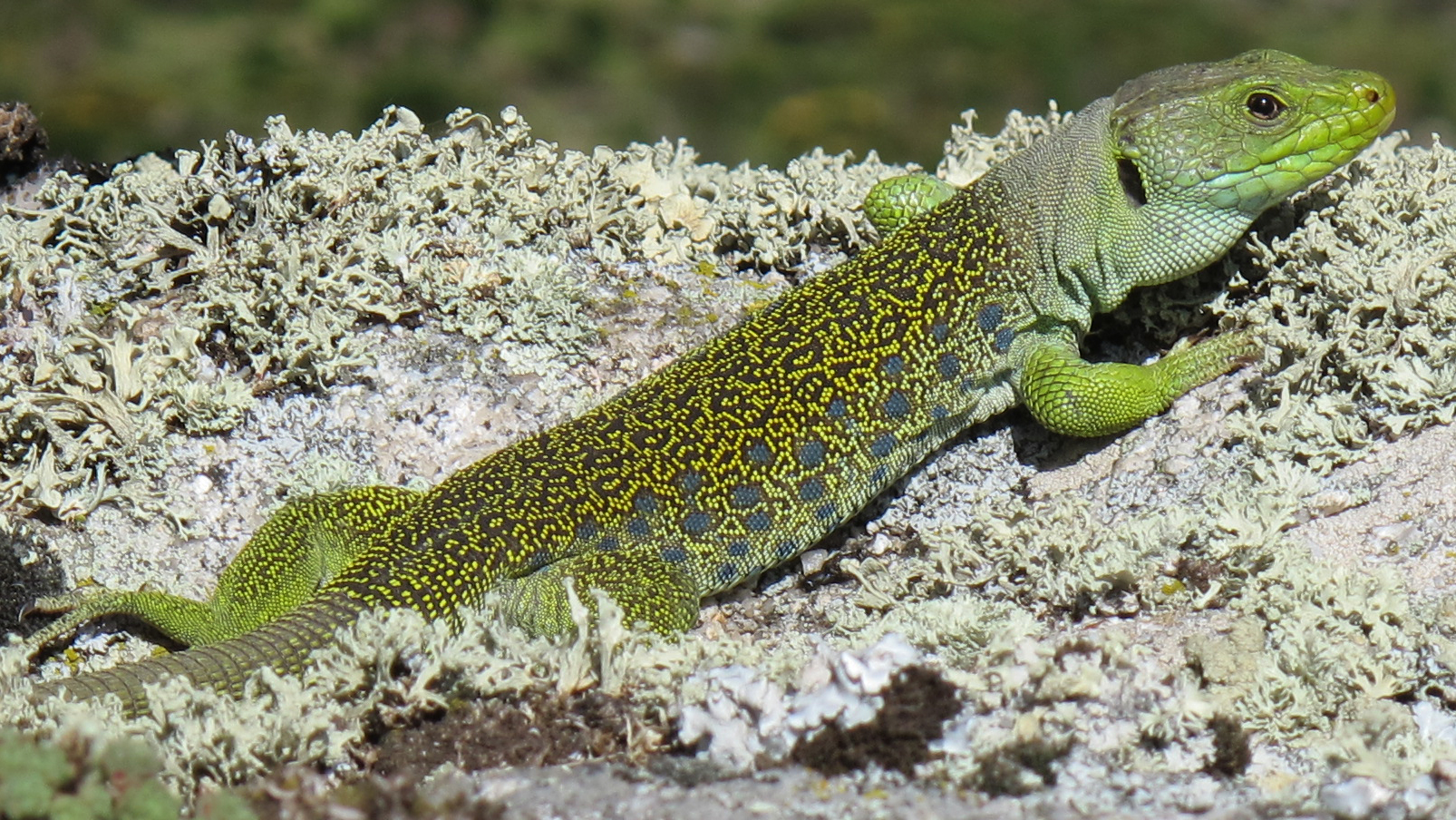
Perleidechse
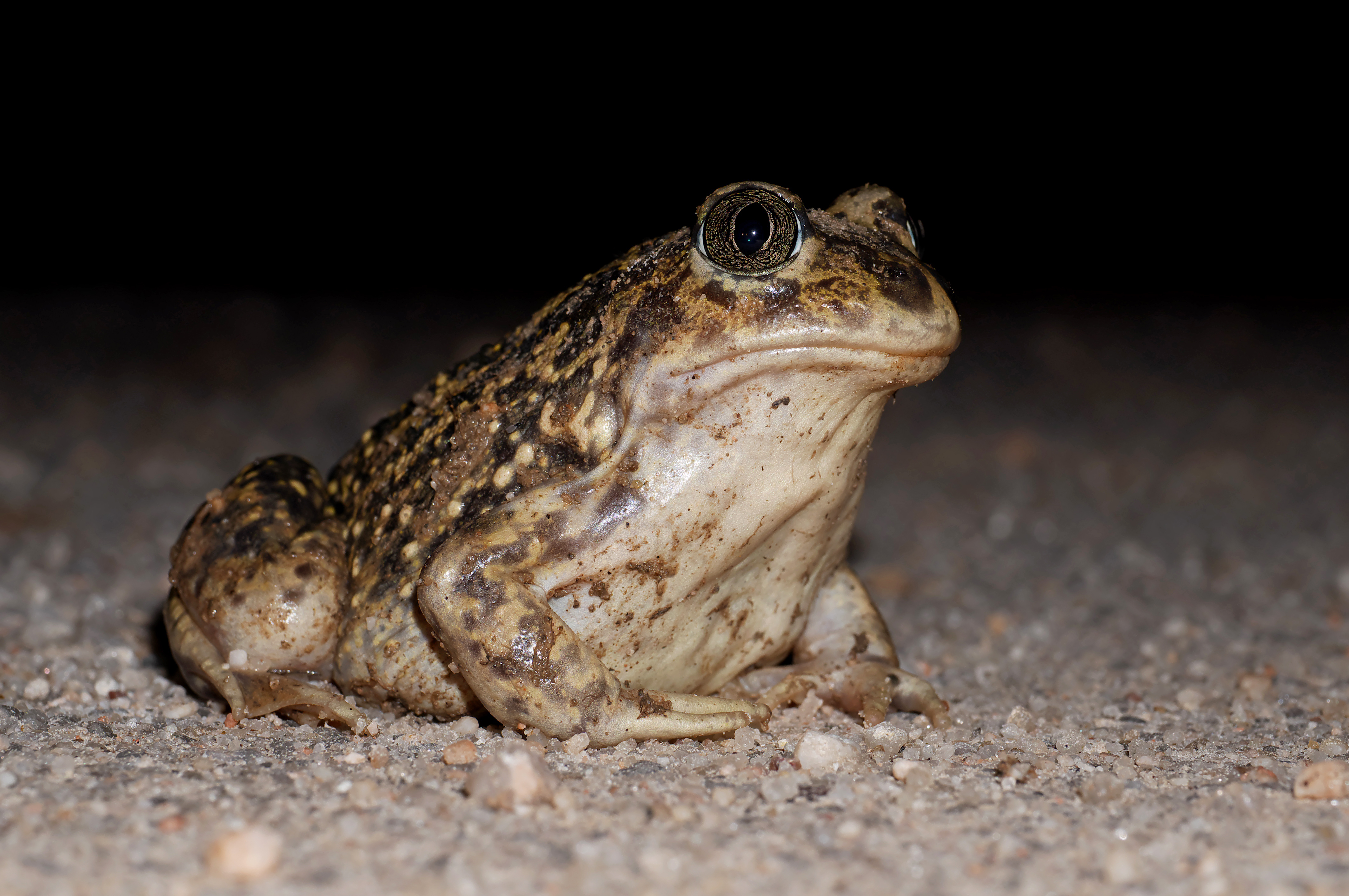
Messerfuß-Kröte
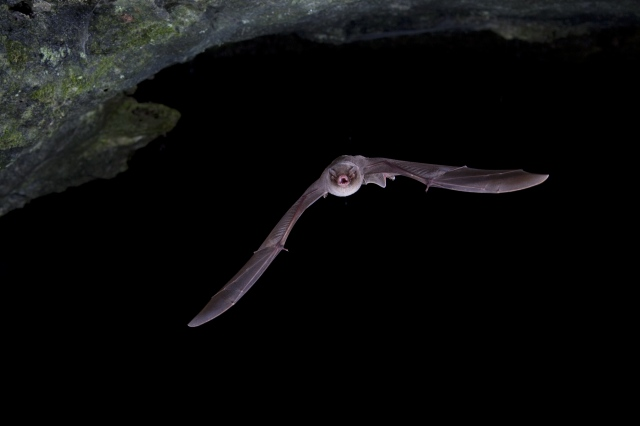
Langflügel-Fledermaus

### Flora
Der Park hat große Bestände an Nadelbäumen wie der Aleppo-Kiefer und der Waldkiefer. Auch der Villars-Ginster ist zu finden. Mehrere Pflanzenarten sind geschützt, wie der Sommer-Knotenblume (Leucojum aestivum) oder die Sonnenröschen (Helianthemum lavandulaefolium). Andere regional geschützte Pflanzen sind der Meerträubel (Ephedra major) oder die Ragwurzen (Ophrys provincialis).

Beispiele für geschützte Pflanzen im Park
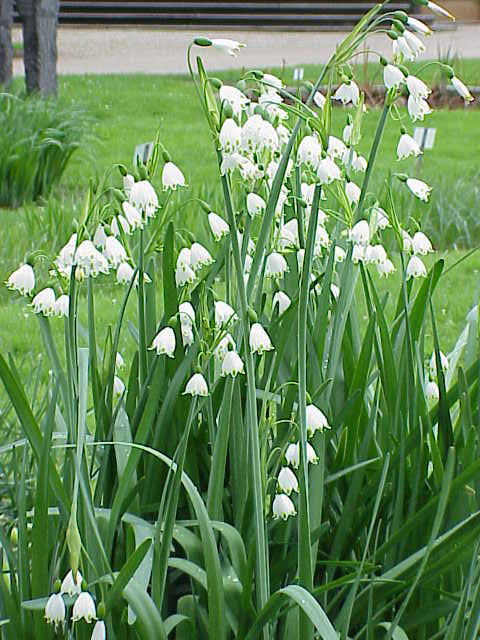
Sommer-Knotenblume
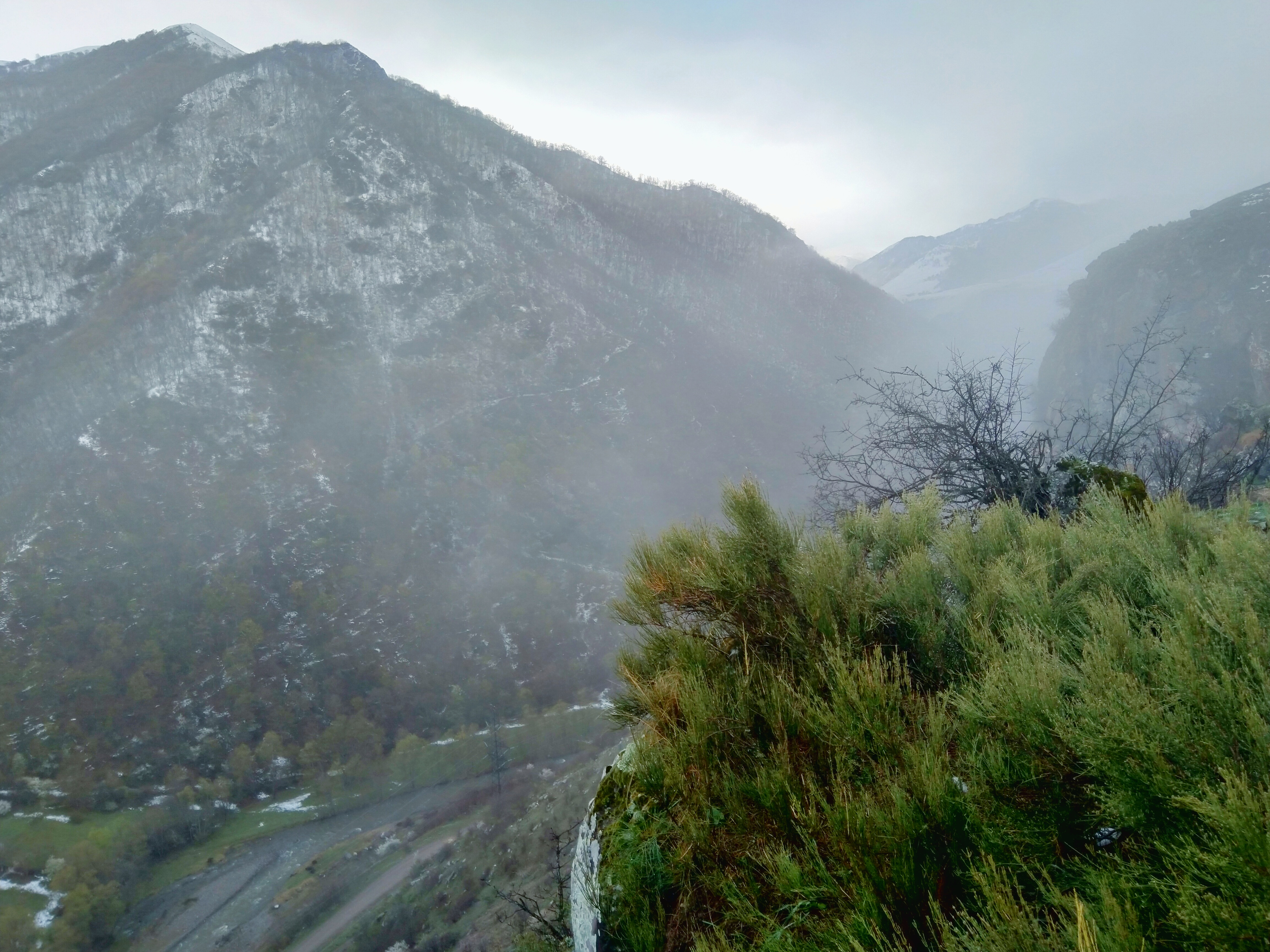
Meerträubel
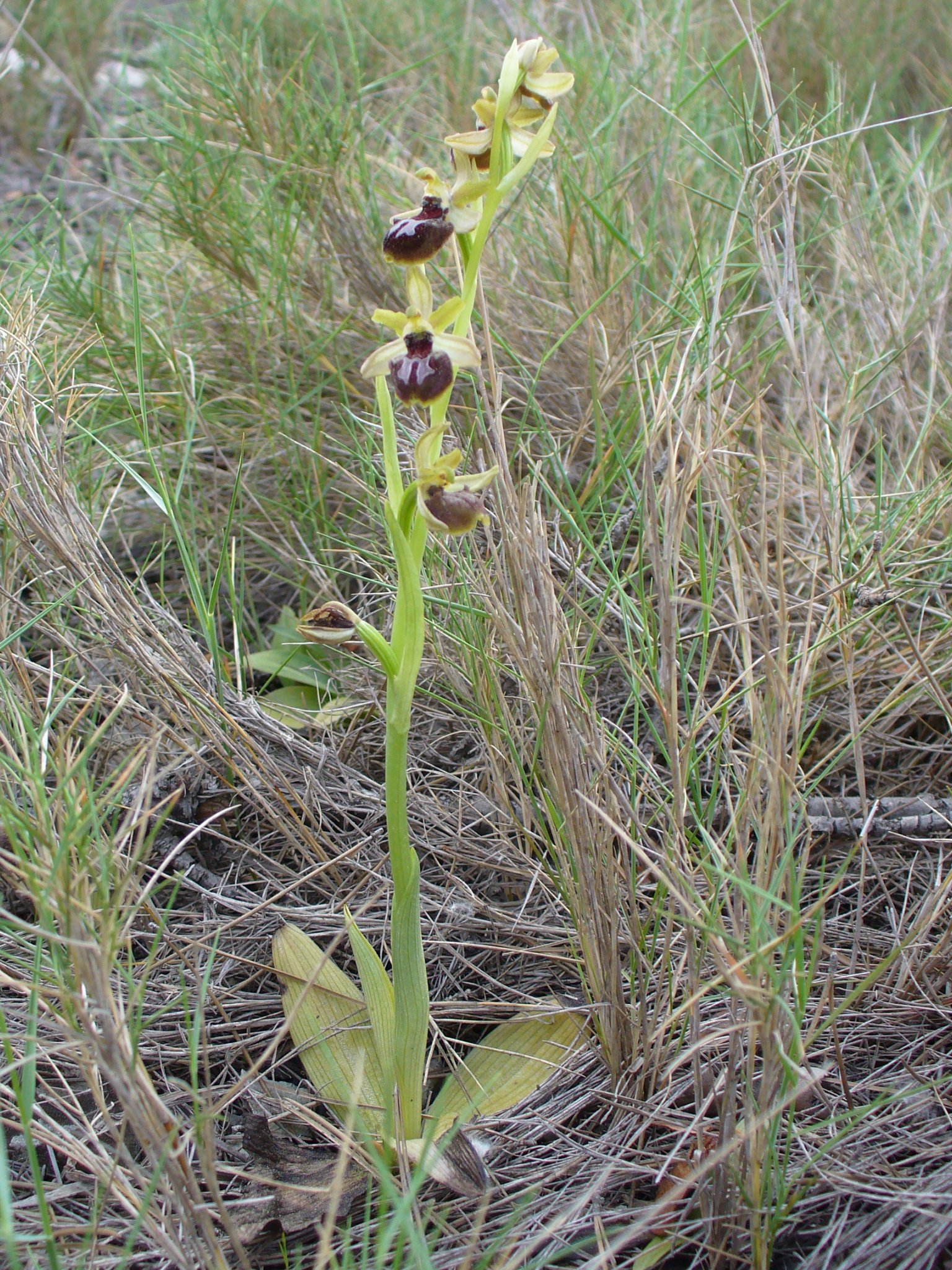
Regwurzen